# Selenocosmia crassipes
Selenocosmia crassipes is een spinnensoort in de taxonomische indeling van de vogelspinnen (Theraphosidae).
Het dier behoort tot het geslacht Selenocosmia. De wetenschappelijke naam van de soort werd voor het eerst geldig gepubliceerd in 1874 door Ludwig Carl Christian Koch.